# La Porte de la jeunesse
Série
La Porte de la jeunesse : L'Indépendance
(1977)
Pour plus de détails, voir Fiche technique et Distribution.
La Porte de la jeunesse (青春の門, Seishun no mon) est un film japonais réalisé par Kirio Urayama, sorti en 1975.

## Synopsis
Le film raconte l'enfance de Shinsuke, qui vit avec sa belle-mère dans une ville minière.

## Fiche technique
- Titre : La Porte de la jeunesse
- Titre original : 青春の門 (Seishun no mon?)
- Réalisation : Kirio Urayama
- Scénario : Akira Hayasaka (ja) et Kirio Urayama d'après le roman de Hiroyuki Itsuki
- Musique : Riichirō Manabe (ja)
- Photographie : Hiroshi Murai
- Décors : Yoshirō Muraki
- Montage : Nobuo Ogawa (ja)
- Production : Sanezumi Fujimoto et Tokuko Miyako
- Société de production : Tōhō
- Pays de production :  Japon
- Langue originale : japonais
- Format : couleur - 1,37:1 - 35 mm[1]
- Genre : drame
- Durée : 188 minutes[1]
- Dates de sortie : 
  - Japon : 15 février 1975[2]

## Distribution
- Ken Tanaka : Shinsuke adolescent
- Tomohiro Tanabe : Shinsuke à 10 ans
- Ken Matsuda : Shinsuke à 6 ans
- Haruhiko Urayama : Shinsuke à 3 ans
- Tatsuya Nakadai : Yuki, le père de Shinsuke
- Sayuri Yoshinaga : la belle-mère de Shinsuke
- Shinobu Ōtake : Orie adolescente
- Rie Yamazaki : Orie petite fille
- Toshie Kobayashi : Seki
- Akira Kobayashi : Goro
- Masumi Harukawa : la geisha
- Kazunaga Tsuji : Nagata
- Susumu Fujita : Yabe Tora
- Chōichirō Kawarasaki : Kaneyama, l'homme coréen
- Keiko Takahashi : le professeur de piano
- Shōichi Ozawa : le narrateur
- Takeshi Katō : Hayatake Senjo
- Jūkei Fujioka : Kijima le mineur
- Kazuhiko Sugizaki : Lee Gau-nam
- Zan Fujita : Haruo

## Distinctions
Sauf indication contraire, les informations mentionnées dans cette section peuvent être confirmées par la base de données cinématographiques IMDb,  présente dans la section « Liens externes ».
Shinobu Ōtake a reçu le Blue Ribbon Award du meilleur espoir féminin et le prix Kinema Junpō du meilleur second rôle féminin pour son interprétation dans ce film.